# (10223) Zashikiwarashi
(10223) Zashikiwarashi est un astéroïde de la ceinture principale.

## Description
(10223) Zashikiwarashi est un astéroïde de la ceinture principale. Il fut découvert le 31 octobre 1997 à Oohira par Takeshi Urata. Il présente une orbite caractérisée par un demi-grand axe de 3,12 UA, une excentricité de 0,14 et une inclinaison de 1,8° par rapport à l'écliptique.

## Compléments